# Stefan Lord
Stefan Lord, född i Stockholm den 4 december 1954, är en dartspelare. Han var under ett par decennier den i särklass bästa dartspelaren i Sverige och tillhörde även världseliten under slutet av 1970-talet och hela 1980-talet. Han vann bland annat den största och mest prestigefyllda darttävlingen, News Of The World, två gånger (1978, 1980). I Sverige vann han SM i singel 13 gånger, varav 9 år i rad. 
Han spelar numera bara sporadiskt i sin klubb Stockholms SDC.